# 阿谢尔·马丁内斯
阿谢尔·马丁内斯（西班牙語：Asier Martínez，2000年4月22日—），西班牙男子田径运动员，2021年欧洲23岁以下田径锦标赛男子110米栏金牌得主、2022年世界田径锦标赛男子110米栏铜牌得主、2022年欧洲田径锦标赛男子110米栏金牌得主。